# تفافينة
التفافينة (الاسم العلمي: Sonchinae) هي عمارة من النباتات تتبع الفصيلة النجمية من رتبة النجميات.

## أجناس التفافينة
- التفاف
- الحوة